# Kárpátalja ásványkincsei
Kárpátalja területe nem bővelkedik ásványkincsekben.
A tüzelőanyag és ércbányászatot szerény mérték jellemzi. Számottevő barnaszén és lignitbánya Ilonca, Huszt, földgáz Szolyva, Aknaszlatina, Verecke, Kőrösmező környékén található. Kisebb mennyiségű vasérc található Dolha közelében. Színesfém (ólom, cink, galenit, arany) bányászat a vulkanikus vonulat hegységeiben a Nagyszőlősi- és a Beregszászi-hegyekben folyik. Huszt és Visk közötti térségben higany található. A legjelentősebb ásványi nyersanyag Kárpátalján a Máramarosi-havasok előterében felhalmozódott kősó, amely Aknaszlatinától Husztig húzódik egyre mélyebbre zökkenve. A 300–500 m-ig vastagodó sótelepek Aknaszlatinánál 20–30 m-re van a felszín alatt, a Talabor völgykapuja előtt viszont közel 300 m mélységben érhető el. A terület legnagyobb sóbányája Aknaszlatina, amely több évszázados bányászati hagyományokkal rendelkezik.
Igen komoly gazdasági értéket képviselnek az építőipari nyersanyagok: az andezit, riolit, bazalt, mészkő, homokkő, perlit, agyag, kaolin, márvány. Tekintélyes készletek vannak zeolitból, perlitből. Legnagyobb kőbányák működnek az Avas északkeleti részén a Szár-hegyen és az Ung völgyében Ókemencénél a Pliska-hegy oldalában. A márványbányászat központja Rahó közelében Terebesfejérpatakon van. Különböző színű (fehér, szürke, fekete, vörös stb.) kristályos mészkő és márványbányászata számottevő.
Kárpátalja ásványvizekben rendkívül gazdag. A 350 nyilvántartott ásványvízforrásból huszonkettőnek a vizét palackozzák.